# Euphemia (Aquileia)
Euphemia († Anfang 4. Jahrhundert? in Aquileia) war eine legendäre christliche Märtyrerin und Heilige.
Euphemia soll in Aquileia den Märtyrertod gemeinsam mit den Heiligen Dorothea, Thecla und Erasma erlitten haben. Hermagoras habe ihre Leiber ehrenvoll bestattet. Die Legende datiert das Martyrium in die Zeit des Kaisers Nero. Da Hermagoras aber wahrscheinlich in die Zeit des Kaisers Diokletian zu setzen ist, liegt hier wohl eine nachträgliche Frühdatierung vor und Euphemia gehört in Wahrheit in das 3. bzw. 4. Jahrhundert. Gedenktag der Euphemia ist der 4. September, sie wird in Venedig und Ravenna verehrt.